# Леме (історичний район Ріо-де-Жанейро)
22°57′44″ пд. ш. 43°10′00″ зх. д. / 22.96222222° пд. ш. 43.16666667° зх. д.
Леме (порт. Leme) - один з районів Ріо-де-Жанейро, розташований в Південній зоні міста. Межує з районами Копакабана, Урка  та Ботафого. Назва Леме походить від сусідньої скельного утворення, що нагадує кермо корабля.
У 1950-1960-ті в районі збудовано комплекс висотних будівель як готель мережі «Le Méridien». "Le Méridien" закрився в 2007 і проданий в 2009 мережі Windsor Hotels за суму близько 170 мільйонів бразильських реалів. Після реставрації він був заново відкритий у січні 2011 як « Windsor Atlantica Hotel».
Щорічно в передноворічний день 31 грудня в районі Леме починається процесія на честь Ємайії. Знамените Святкування нового року в Копакабані охоплює також і весь район Леме.